# Quimistán (ort)
Quimistán är en ort i Honduras.   Den ligger i departementet Departamento de Santa Bárbara, i den västra delen av landet, 190 km nordväst om huvudstaden Tegucigalpa. Quimistán ligger 198 meter över havet och antalet invånare är 3 517.
Terrängen runt Quimistán är kuperad åt nordost, men åt sydväst är den platt. Runt Quimistán är det ganska tätbefolkat, med 116 invånare per kvadratkilometer. Närmaste större samhälle är Macuelizo, 15,3 km väster om Quimistán. Omgivningarna runt Quimistán är en mosaik av jordbruksmark och naturlig växtlighet.